# دان باربر
دان باربر (بالإنجليزية: Dan Barber)‏ هو طاهي أمريكي، ولد في 1969 في نيويورك في الولايات المتحدة.